# Enrique Larreta
Enrique Rodríguez Larreta (Buenos Aires, 4 de març de 1873 - 6 de juliol de 1961), conegut com a Enrique Larreta, va ser un escriptor, acadèmic i diplomàtic argentí representant del modernisme en la literatura hispanoamericana. És conegut per la seva novel·la històrica La gloria de don Ramiro.

## Biografia
Larreta era membre d'una antiga família de fortuna i va contreure matrimoni amb una filla de la més emblemàtica de les famílies aristocràtiques de l'Argentina, els Anchorena. Va cursar estudis secundaris en el Col·legi Nacional Central. Va estudiar Dret i es va graduar en la Universitat de Buenos Aires; va treballar com a professor d'història. Es va exercir com a ambaixador a França i davant l'Exposició Iberoamericana de Sevilla, en 1929. En 1915-16, va residir a Biarritz, França, i va freqüentar Àvila, a Espanya, on actualment un carrer porta el seu nom. Es va vincular allí amb Miguel de Unamuno, a qui admirava. Va col·laborar en publicacions periodístiques de la seva època i va estudiar minuciosament la història espanyola. Es va nodrir literàriament de l'Antiguitat clàssica i del Segle d'Or espanyol, que l’obsessionava.
En la seva obra autobiogràfica Tiempos iluminados compte així com va néixer la seva primera novel·la publicada:
| « | Qui sabrà dir el que puguis de vegades l'oportú toc d'un home subtil en l'esperit errant d'un nen! Francisco Beazley, la memòria del qual perdura sempre tan viva entre els quals van ser els seus amics, era llavors professor d'història de Grècia i Roma en el Col·legi Nacional. Un dia, amb gran sorpresa de tots, em va encomanar una conferència sobre Grècia, és a dir, sobre Atenes en temps de Pericles. Vaig pensar que ho feia per castigar els meus esforços de mimetisme, el meu amagament als últims bancs de la classe, on jo tractava de prendre un color de penombra, un color de racó, ajupint-me, a més, tot el possible. Beazley (el seu renom de gran cultura literària havia arribat fins a nosaltres) era la persona indicada per despertar d'una vegada el meu amor propi. A més, amb fi encert, em posava així de cop en la irradiació del miracle hel·lènic, el més fecund excitant per a un pensament infantil. Anys més tard, després d'alguns temptejos en articles i versos i d'una llarga novel·la que no va veure mai la llum, li lliurava jo a Paul Groussac, director, en aquesta època, de la seva famosa revista La Biblioteca, una novel·la curta: Artemis, d'assumpte grec.Enrique Larreta, Tiempos iluminados. | » |

## Obra artística
En 1896 va aparèixer la seva primera obra literària, la nouvelle Artemis, ambientada en la Grècia antiga, influïda per l' Aphrodite de Pierre Louÿs. Es va publicar en la revista La Biblioteca, dirigida per Paul Groussac, qui va ser amic i mestre de Larreta. En 1908, després de quatre anys d'intensa labor, va publicar La glòria de don Ramiro, reconstrucció històrica i literària de l'Espanya del segle xvi, que va il·lustrar Alejandro Sirio en 1929. La traducció francesa de la novel·la, que va convertir a Larreta en una sort de best seller internacional, va ser obra del prestigiós Remy de Gourmont, editada en 1910 pel Mercure de France, En 1926, va aparèixer Zogoibi, que significa "el desventurat", sobrenom amb què va ser conegut el rei Boabdil després de la pèrdua de Granada, A Zogoibi, Larreta va intentar traslladar la seva visió romàntica a la pampa. També en 1953, el protagonista de Gerardo o la torre de las damas, busca refugi en la plana argentina. Va escriure assajos sobre l'actualitat espanyola, agrupats a Las orillas del Ebro, i el llibre de sonets La calle de la vida y de la muerte, en el qual es percep l'impacte del classicisme espanyol així com la influència del simbolisme francès. Va escriure també les obres de teatre La que buscaba don Juan, El linyera, Santa María del Buen Aire, Pasión de Roma i Las dos fundaciones de Buenos Aires.

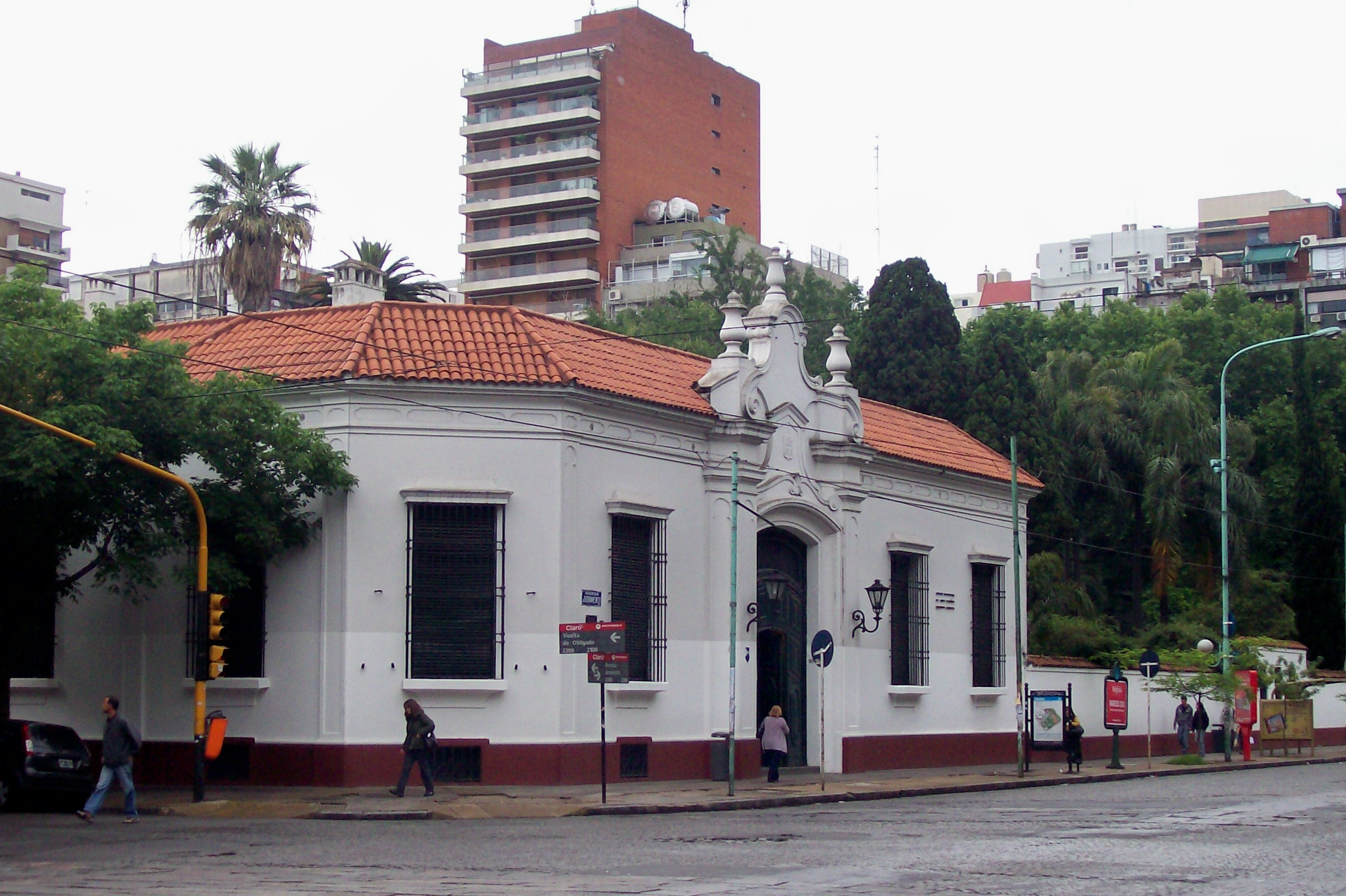
El Museu d'Art Espanyol Enrique Larreta instal·lat en la qual fos casa de l'escriptor.

Va ser el primer escriptor que va intentar fer cinema argentí en dirigir el film El linyera, segons un guió a partir de la seva obra teatral homònima, que es va estrenar el 12 de setembre de 1933 i que va tenir com a protagonistes a Nedda Francy, Julio Renato, Domingo Sapelli i Mario Soffici.
Va ser membre de la Reial Acadèmia Espanyola, de la Acadèmia Argentina de Lletres, on va ocupar la butaca n. 13: «José Hernández».i va ser nomenat membre de nombre de la Acadèmia Nacional de Belles Arts.
La seva casa d'estil renaixentista espanyol, al barri residencial de Belgrano (Buenos Aires), és actualment el Museu d'Art Espanyol Enrique Larreta. Situada en la qual anés alguna vegada zona de cinquenes d'estiueig, té un jardí d'alcàsser andalús, únic en el seu estil en aquesta capital. Dins poden apreciar-se el mobiliari i les col·leccions d'obres i objectes d'art que testimonien la seva passió per Espanya. Un carrer en la localitat de Sáenz Peña (partit de 3 de Febrer) porta el seu nom. Madrid també li té dedicada carrer.